# František Reichel
František Reichel (27. ledna 1938, Praha – 20. listopadu 2020, Chotouň) byl český a československý veterinář a politik Československé strany lidové, po sametové revoluci krátce ministr bez portfeje a místopředseda československé vlády.
Byl aktivním skautem (s přezdívkou Hroch) a členem sekulárního františkánského řádu.

## Biografie
Vystudoval Vysokou školu veterinární v Brně a nastoupil jako veterinář v Tachově, kde byl později vedoucím veterinárního střediska. Od roku 1967 pracoval na generálním ředitelství Spofa. Od roku 1973 byl zaměstnán ve Výzkumném ústavu pro biofaktory a veterinární léčiva v Jílovém u Prahy. Zde vedl odbor klinického výzkumu a vědeckých informací. V roce 1975 obhájil dizertaci na Vysoké škole veterinární v Košicích a absolvoval také VŠE v Praze. Od roku 1989 působil na postu ředitele Výzkumného ústavu pro biofaktory a veterinární léčiva. Politicky se angažoval v Československé straně lidové, od roku 1974 jako člen jejího ústředního výboru. Po sametové revoluci se stal jejím druhým místopředsedou.

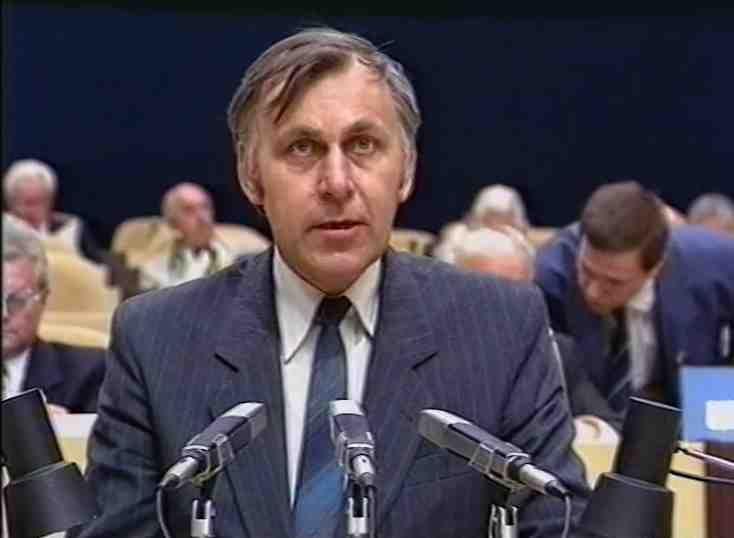
František Reichel na sjezdu ČSL v dubnu 1990

V prosinci 1989 se stal ministrem bez portfeje v československé vládě Ladislava Adamce (i pod vedením Mariána Čalfy). V následné vládě Mariána Čalfy (vláda národního porozumění) zastával do dubna 1990 post jejího místopředsedy a zároveň ministra – předsedy Státní komise pro vědeckotechnický a investiční rozvoj. Ve vládě skončil, protože byl zmíněn jako informátor vojenské kontrarozvědky (krycí jméno PETR) z dob komunistického režimu (roky 1962–1969). V roce 2008 se uváděl coby předseda správní rady Olivovy nadace, předtím působil coby předseda představenstva CHRISTIANA a. s.. Bytem se uváděl ve vesnici Chotouň.
Byl aktivní v komunální politice. V komunálních volbách roku 2002 byl zvolen do zastupitelstva obce Pohoří za KDU-ČSL. O zvolení se neúspěšně pokoušel v komunálních volbách roku 2006. Opětovně byl do zastupitelstva zvolen v komunálních volbách roku 2010.
Zemřel tragicky 20. listopadu 2020 během procházky v lese nedaleko Chotouně ve věku 82 let.